# Solução dos três Estados
A Solução dos Três Estados é uma proposta de paz para resolver o conflito árabe-israelense e, especificamente, o conflito israelo-palestino, de modo que não haveria um Estado palestino independente, mas sim três Estados que coexistiriam pacificamente: Israel, Egito e Jordânia.
Originalmente, a abordagem buscava que a Jordânia absorvesse a Cisjordânia como parte de seu território, e o Egito absorvesse a Faixa de Gaza ao longo da Linha Verde. No entanto, essa medida nunca se concretizou, pois tanto a Jordânia quanto o Egito renunciaram ao controle da Cisjordânia e de Gaza, respectivamente, após a Guerra dos Seis Dias, e reconheceram a soberania da Autoridade Nacional Palestina sobre os territórios ocupados após os Acordos de Oslo.
Recentemente, o termo "solução de três Estados" tem sido usado para se referir à situação atual de fato, pois há o estado israelense controlando a maior parte da Palestina, enquanto a Faixa de Gaza é governada pelo grupo islâmico Hamas e parte da Cisjordânia está sob a administração do grupo Fatah. Devido a isso, alguns autores propõem a criação de dois Estados palestinos separados na Cisjordânia e em Gaza.